# Penitenciaría Nacional de Tacumbú
La Penitenciaría Nacional de Tacumbú (también conocido como Penal de Tacumbú, Penitenciaría de Tacumbú o simplemente Tacumbú) es una prisión del Ministerio de Justicia de Paraguay, localizado en el barrio homónimo de la ciudad de Asunción. Es el mayor centro penitenciario del país, y uno de los más peligrosos del mundo. El penal cuenta con más de 3000 internos.